# Hans Philipp Praetorius
Hans Philipp von Praetorius (†  17. Dezember 1732 auf Schloss Kronborg) war ein königlich dänischer Generalmajor und zuletzt Kommandant von Kronborg.
Seine Eltern waren der dänische Oberstleutnant Georg Wilhelm Pretorius († 23. Oktober 1702) und dessen Ehefrau Svane von Scholten (1673–1748), Tochter von Jobst Scholten. Der dänische Generalleutnant Andreas August Pretorius (1683–1762) war sein Bruder. 

## Leben
Er wurde 1678 Fähnrich in der Kompanie Lühe im Regiment Prinz Christian. Im Jahr 1679 wurde er Seconde-Lieutenant, aber bereits im November wurde er entlassen und kam 1680 als Fähnrich wieder in das Regiment. 1682 wurde er Premier-Lieutenant, 1687 wurde er zum Regiments-Quartier-Meister ernannt und 1695 ändert sich der Name des Infanterie-Regiments in Regiment Prinz Carl. Am 23. Juli 1701 wurde er Major. Im Rahmen des Spanischen Erbfolgekrieges kam das 2. Bataillon des Regiments 1702 in englisch-holländischen Sold und kam nach Brabant. Praetorius kämpfte am 1704 in der Schlacht bei Höchstädt und wurde schwer am Bein verletzt, 1706 war er bei Ramillies und bei der Einnahme von Ostende am 8. Juli 1706.
Am 9. Januar 1708 wurde er Oberst und Chef des Oldenburger Bataillons. Im Juni 1709 war er bei der Einnahme von Tournai. 1709 kämpfte er in der Schlacht bei Malplaquet, im Mai bei der Einnahme von Douai. Am 9. September 1711 wurde er Brigadier. Im Juni 1714 kehrte das Regiment nach Dänemark zurück und wurde zum Stamm des Oldenburger Infanterie-Regiments. Praterius wurde als Chef des Regiments berufen, aber am 13. März 1719 verließ er das Regiment. Am 31. Juli 1723 wurde er Vizekommandant von Kopenhagen und am 30. Juli 1725 als Kommandant nach Kronborg versetzt. Am 16. April 1727 wurde er Ritter des Dannebrog-Ordens und starb 1732 auf Schloss Kronborg.